# Opuntia pubescens
Opuntia pubescens är en kaktusväxtart som beskrevs av Johann Christoph Wendland och Louis Ludwig Karl Georg Pfeiffer. Opuntia pubescens ingår i släktet fikonkaktusar, och familjen kaktusväxter. Inga underarter finns listade i Catalogue of Life.

## Bildgalleri

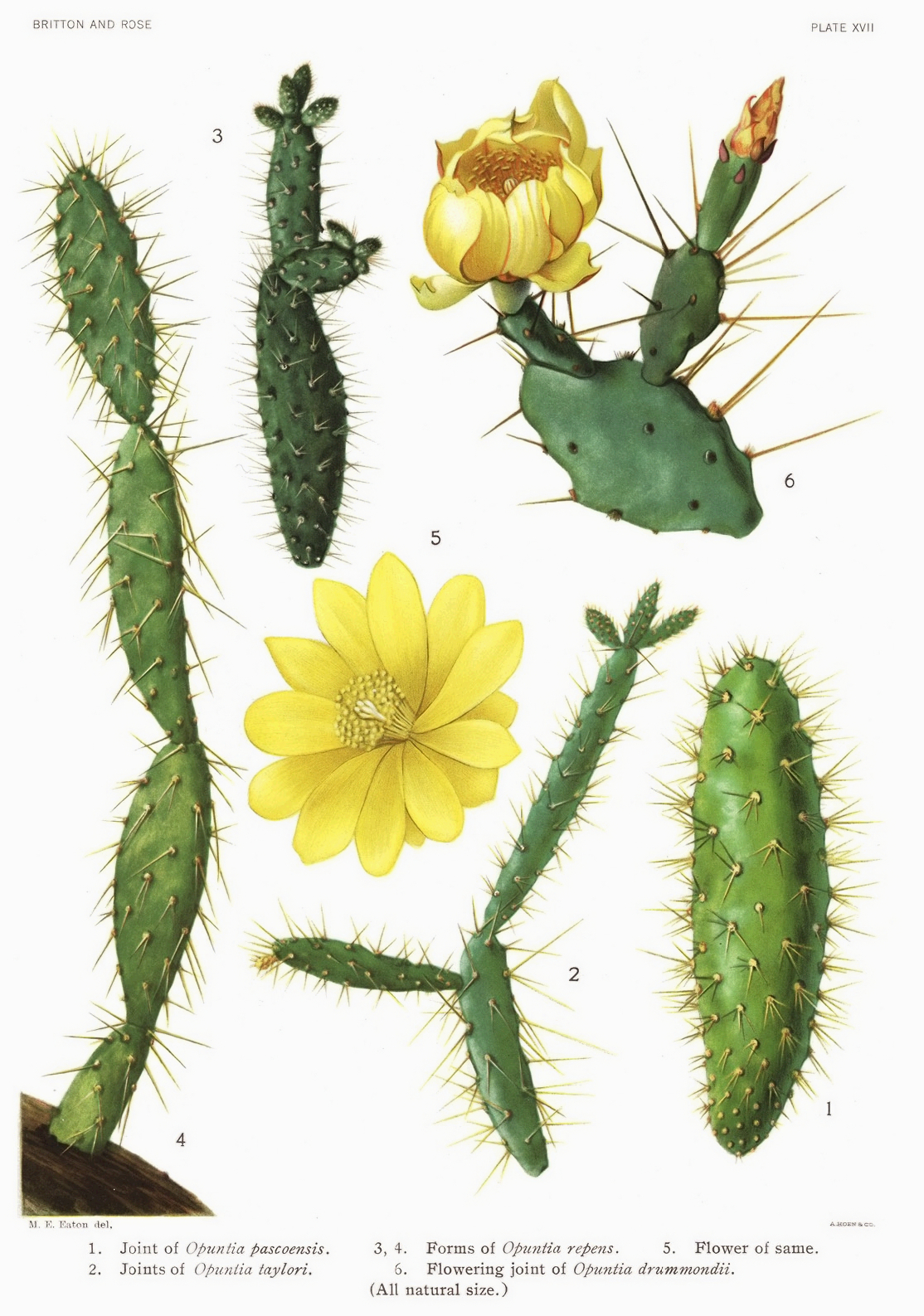